# Clasificación de AFC para la Copa Mundial de Fútbol de 2002
Para la Copa Mundial de Fútbol de 2002, realizada en Corea del Sur y Japón, la AFC tuvo un total de 4 cupos directos (incluyendo a Corea del Sur y Japón quienes clasificaron automáticamente por ser los países organizadores), y uno de repechaje contra el mejor segundo de la UEFA.
Un total de 42 equipos participaron del proceso clasificatorio para la Copa Mundial. Afganistán, Bután y Corea del Norte no participaron, mientras que Birmania se retiró.
La eliminatoria se jugó en cuatro fases:
- Primera fase: los 40 equipos fueron divididos en 10 grupos de 4 equipos cada uno, excepto el Grupo 2 donde Birmania se retiró. El ganador de cada grupo avanzó a la fase final.
- Fase final: los 10 equipos clasificados se dividieron en dos grupos de cinco. Los ganadores clasificaron directamente al mundial.
- Fase de eliminación: los dos segundos de los grupos de la fase final se enfrentaron en partidos de ida y vuelta para definir al representante de Asia en la repesca ante el mejor segundo de Europa.

## Primera fase

### Grupo 1
| Pos. | Equipo    | Pts. | PJ | G | E | P | GF | GC | Dif. | Clasificación |
| ---- | --------- | ---- | -- | - | - | - | -- | -- | ---- | ------------- |
| 1    | Omán      | 16   | 6  | 5 | 1 | 0 | 33 | 3  | +30  | Ronda Final   |
| 2    | Siria     | 13   | 6  | 4 | 1 | 1 | 40 | 6  | +34  |               |
| 3    | Laos      | 4    | 6  | 1 | 1 | 4 | 3  | 40 | −37  |               |
| 4    | Filipinas | 1    | 6  | 0 | 1 | 5 | 2  | 29 | −27  |               |

 Fuente: FIFA
| 30-4-2001 | Siria | 12–0    | Filipinas | Al-Hamadaniah Stadium, Aleppo                              |                                                            |
|           | Bayazid 14' 16' 49' 77' 80' · Jabban 25' · Srour 27' (pen.) · Nihad Al Boushi 45' · Shehadeh 46' · Mouhanad Boushi 59' · Afash 75' (pen.) · Malki 89' | Reporte |           | Asistencia: 20,000 espectadores Árbitro(s): Siamak Bakhshi | Asistencia: 20,000 espectadores Árbitro(s): Siamak Bakhshi |

| 30-4-2001 | Omán | 12–0    | Laos | Sultan Qaboos Sports Complex, Mascate                  |                                                        |
|           | Al-Dhabit 6' 23' (pen.) 30' 45' 45+1' · Mubarak Al-Siyabi 21' · Al-Mukhani 39' 44' · Nasser Zayid 62' (pen.) · Fawzi Bashir 81' 85' · Al-Araimi 84' | Reporte |      | Asistencia: 2,000 espectadores Árbitro(s): Ammar Ammar | Asistencia: 2,000 espectadores Árbitro(s): Ammar Ammar |

| 4-5-2001 | Siria                                        | 5–1     | Filipinas    | Al-Hamadaniah Stadium, Aleppo                            |                                                          |
|          | Srour 42' 54' · Bayazid 71' · Moussa 77' 87' | Reporte | Barsales 59' | Asistencia: 19,000 espectadores Árbitro(s): Jang Sok Jin | Asistencia: 19,000 espectadores Árbitro(s): Jang Sok Jin |

| 4-5-2001 | Omán                                                                                        | 7–0     | Laos | Sultan Qaboos Sports Complex, Mascate                     |                                                           |
|          | Al-Dhabit 15' 79' · Mubarak Al-Siyabi 36' · Al-Araimi 39' 42' · Al-Mukhaini 43' · Samir 90' | Reporte |      | Asistencia: 2,099 espectadores Árbitro(s): Gyanu Shrestha | Asistencia: 2,099 espectadores Árbitro(s): Gyanu Shrestha |

| 7-5-2001 | Siria | 11–0    | Laos | Al-Hamadaniah Stadium, Aleppo                                 |                                                               |
|          | Afash 15' 89' · Mouhanad Boushi 25' 79' · Bayazid 31' 53' 90' · Moussa 33' · Srour 55' 64' · Nihad Al Boushi 69' | Reporte |      | Asistencia: 9,000 espectadores Árbitro(s): Ahmad Abu Khadijeh | Asistencia: 9,000 espectadores Árbitro(s): Ahmad Abu Khadijeh |

| 7-5-2001 | Omán                                                              | 7–0     | Filipinas | Sultan Qaboos Sports Complex, Mascate                              |                                                                    |
|          | Al-Dhabit 43' (pen.) 81' · Al-Mukhaini 45' 61' 68' 79' · Said 83' | Reporte |           | Asistencia: 2,200 espectadores Árbitro(s): Abdul Rahman Al-Delawar | Asistencia: 2,200 espectadores Árbitro(s): Abdul Rahman Al-Delawar |

| 11-5-2001 | Laos | 0–9     | Siria | Al-Hamadaniah Stadium, Aleppo |                           |
|           |      | Reporte | Nihad Al Boushi 2' 50' · Srour 34' · Bayazid 37' · Shehadeh 46' · Zaher 55' 65' · Al-Khatib 75' · Al Sayed 81' | Árbitro(s): Mamed Mamedov     | Árbitro(s): Mamed Mamedov |

| 11-5-2001 | Filipinas | 0–2     | Omán                | Sultan Qaboos Sports Complex, Mascate                           |                                                                 |
|           |           | Reporte | Al-Mukhaini 11' 56' | Asistencia: 3,000 espectadores Árbitro(s): Sergey Tsaregradskiy | Asistencia: 3,000 espectadores Árbitro(s): Sergey Tsaregradskiy |

| 18-5-2001 | Siria                              | 3–3     | Omán                                      | Al-Hamadaniah Stadium, Aleppo                      |                                                    |
|           | Bayazid 4' · Afash 56' · Srour 68' | Reporte | Al-Araimi 35' · Al-Dhabit 55' · Samir 81' | Asistencia: 18,000 espectadores Árbitro(s): Lu Jun | Asistencia: 18,000 espectadores Árbitro(s): Lu Jun |

| 19-5-2001 | Laos                           | 2–0     | Filipinas | Laos National Stadium, Vientián                        |                                                        |
|           | Phounsamay 15' · Dalaphone 55' | Reporte |           | Asistencia: 7,000 espectadores Árbitro(s): Võ Minh Trí | Asistencia: 7,000 espectadores Árbitro(s): Võ Minh Trí |

| 25-5-2001 | Omán                              | 2–0     | Siria | Sultan Qaboos Sports Complex, Mascate                       |                                                             |
|           | Mubarak Al-Siyabi 48' · Samir 67' | Reporte |       | Asistencia: 25,000 espectadores Árbitro(s): Masayoshi Okada | Asistencia: 25,000 espectadores Árbitro(s): Masayoshi Okada |

| 26-5-2001 | Filipinas | 1–1     | Laos              | PhilSports Complex, Pasig                                |                                                          |
|           | Doña 20'  | Reporte | Khouphachansy 81' | Asistencia: 1,000 espectadores Árbitro(s): Jajat Hidayat | Asistencia: 1,000 espectadores Árbitro(s): Jajat Hidayat |

### Grupo 2
| Pos. | Equipo     | Pts. | PJ | G | E | P | GF | GC | Dif. | Clasificación |
| ---- | ---------- | ---- | -- | - | - | - | -- | -- | ---- | ------------- |
| 1    | Irán       | 6    | 2  | 2 | 0 | 0 | 21 | 0  | +21  | Ronda Final   |
| 2    | Tayikistán | 3    | 2  | 1 | 0 | 1 | 16 | 2  | +14  |               |
| 3    | Guam       | 0    | 2  | 0 | 0 | 2 | 0  | 35 | −35  |               |
| 4    | Birmania   | 0    | 0  | 0 | 0 | 0 | 0  | 0  | 0    | Descalificado |

 Fuente: FIFA
Notas:
1. ↑  El 13 de noviembre de 2000 Birmania no hizo el viaje a Irán y fue descalificado.

| 24 de noviembre de 2000 | Irán | 19:0 | Guam | Takhti Stadium, Tabriz, Irán                            |                                                         |
|                         | Majidi 12', 75', 79' · Bagheri 13', 23', 33', 48', 67', 77' · Karimi 19', 55', 58', 86' · Nikbakht 31' · Daei 34', 53', 72' · Bakhtiarizadeh 43', 70' |      |      | Asistencia: 30.000 espectadores Árbitro(s): Tallat Najm | Asistencia: 30.000 espectadores Árbitro(s): Tallat Najm |

| 26 de noviembre de 2000 | Tayikistán | 16:0 | Guam | Takhti Stadium, Tabriz, Irán                           |                                                        |
|                         | Ashurmamadov 3', 16' · Muminov 13' · Knitel 20' · Khojaev 26', 39', 70' · Khamidov 31', 47', 77', 90' · Fuzailov 52' · Zaker Bĕrdýkųlov 62', 67' · Jabbarov 77' · Usmonov 87' |      |      | Asistencia: 5.000 espectadores Árbitro(s): Hani Ballan | Asistencia: 5.000 espectadores Árbitro(s): Hani Ballan |

| 28 de noviembre de 2000 | Irán                        | 2:0 | Tayikistán | Takhti Stadium, Tabriz, Irán                                  |                                                               |
|                         | Daei 47' · Hasheminasab 54' |     |            | Asistencia: 35.000 espectadores Árbitro(s): Mahmoud Al-Rifaee | Asistencia: 35.000 espectadores Árbitro(s): Mahmoud Al-Rifaee |

### Grupo 3
| Pos. | Equipo    | Pts. | PJ | G | E | P | GF | GC | Dif. | Clasificación |
| ---- | --------- | ---- | -- | - | - | - | -- | -- | ---- | ------------- |
| 1    | Catar     | 16   | 6  | 5 | 1 | 0 | 14 | 3  | +11  | Ronda Final   |
| 2    | Palestina | 7    | 6  | 2 | 1 | 3 | 8  | 9  | −1   |               |
| 3    | Malasia   | 7    | 6  | 2 | 1 | 3 | 8  | 11 | −3   |               |
| 4    | Hong Kong | 4    | 6  | 1 | 1 | 4 | 3  | 10 | −7   |               |

 Fuente: FIFA
| 4-5-2001 | Catar | 5–1     | Malasia  | Hong Kong Stadium, Hong Kong                           |                                                        |
|          |       | Reporte | Talib 9' | Asistencia: 500 espectadores Árbitro(s): Toru Kamikawa | Asistencia: 500 espectadores Árbitro(s): Toru Kamikawa |

| 4-3-2001 | Hong Kong  | 1–1     | Palestina | Hong Kong Stadium, Hong Kong                             |                                                          |
|          | Ho Man 72' | Reporte | Ayoub 64' | Asistencia: 7,000 espectadores Árbitro(s): Han Byung-Hwa | Asistencia: 7,000 espectadores Árbitro(s): Han Byung-Hwa |

| 8-3-2001 | Palestina | 1–2     | Catar                      | Hong Kong Stadium, Hong Kong                                    |                                                                 |
|          | Ayoub 54' | Reporte | Al Naemi 31' · Mustafa 65' | Asistencia: 5,000 espectadores Árbitro(s): Ekachai Tanaddernkao | Asistencia: 5,000 espectadores Árbitro(s): Ekachai Tanaddernkao |

| 8-3-2001 | Hong Kong | 0–2     | Malasia        | Hong Kong Stadium, Hong Kong                                   |                                                                |
|          |           | Reporte | Rakhli 46' 79' | Asistencia: 5,000 espectadores Árbitro(s): Musallam Al Bloushi | Asistencia: 5,000 espectadores Árbitro(s): Musallam Al Bloushi |

| 11-3-2001 | Palestina    | 1–0     | Malasia | Hong Kong Stadium, Hong Kong                                    |                                                                 |
|           | Al-Jaish 36' | Reporte |         | Asistencia: 4,540 espectadores Árbitro(s): Mohammad Tajul Islam | Asistencia: 4,540 espectadores Árbitro(s): Mohammad Tajul Islam |

| 11-3-2001 | Hong Kong | 0–2     | Catar                          | Hong Kong Stadium, Hong Kong                             |                                                          |
|           |           | Reporte | Al-Enazi 42' · Feng 67' (a.g.) | Asistencia: 4,500 espectadores Árbitro(s): Toru Kamikawa | Asistencia: 4,500 espectadores Árbitro(s): Toru Kamikawa |

| 20-3-2001 | Palestina | 1–0     | Hong Kong | Jassim Bin Hamad Stadium, Doha                                |                                                               |
|           | Lafi 58'  | Reporte |           | Asistencia: 500 espectadores Árbitro(s): Abdul Rahman Al-Zaid | Asistencia: 500 espectadores Árbitro(s): Abdul Rahman Al-Zaid |

| 20-3-2001 | Catar | 0–0     | Malasia | Jassim Bin Hamad Stadium, Doha                          |                                                         |
|           |       | Reporte |         | Asistencia: 2,000 espectadores Árbitro(s): Rahim Rahimi | Asistencia: 2,000 espectadores Árbitro(s): Rahim Rahimi |

| 23-3-2001 | Catar                     | 2–1     | Palestina | Jassim Bin Hamad Stadium, Doha                           |                                                          |
|           | Al-Enazi 24' · Hassan 45' | Reporte | Ayoub 30' | Asistencia: 4,000 espectadores Árbitro(s): Naotsugu Fuse | Asistencia: 4,000 espectadores Árbitro(s): Naotsugu Fuse |

| 23-3-2001 | Hong Kong            | 2–1     | Malasia  | Jassim Bin Hamad Stadium, Doha                          |                                                         |
|           | Feng 11' · Keung 78' | Reporte | Omar 86' | Asistencia: 100 espectadores Árbitro(s): Muflah Mohamed | Asistencia: 100 espectadores Árbitro(s): Muflah Mohamed |

| 25-3-2001 | Catar                                      | 3–0     | Hong Kong | Jassim Bin Hamad Stadium, Doha                               |                                                              |
|           | Al Naemi 45' · Mubarak 89' · Al-Tamimi 90' | Reporte |           | Asistencia: 2,000 espectadores Árbitro(s): Khader Haj Khader | Asistencia: 2,000 espectadores Árbitro(s): Khader Haj Khader |

| 25-3-2001 | Malasia                                      | 4–3     | Palestina                                    | Grand Hamad Stadium, Doha                                     |                                                               |
|           | Rakhli 21' 62' (pen.) · Omar 53' · Idrus 56' | Reporte | Ayoub 3' · Al-Holi 29' (pen.) · Al-Jaish 90' | Asistencia: 400 espectadores Árbitro(s): Abdul Rahman Al-Zaid | Asistencia: 400 espectadores Árbitro(s): Abdul Rahman Al-Zaid |

### Grupo 4
| Pos. | Equipo     | Pts. | PJ | G | E | P | GF | GC | Dif. | Clasificación |
| ---- | ---------- | ---- | -- | - | - | - | -- | -- | ---- | ------------- |
| 1    | Baréin     | 15   | 6  | 5 | 0 | 1 | 9  | 4  | +5   | Ronda Final   |
| 2    | Kuwait     | 13   | 6  | 4 | 1 | 1 | 9  | 3  | +6   |               |
| 3    | Kirguistán | 4    | 6  | 1 | 1 | 4 | 3  | 9  | −6   |               |
| 4    | Singapur   | 2    | 6  | 0 | 2 | 4 | 3  | 8  | −5   |               |

 Fuente: FIFA
| 3-2-2001 | Baréin      | 1–2     | Kuwait                        | National Stadium, Singapur                               |                                                          |
|          | Al Sadi 90' | Reporte | Al Huwaidi 66' · Al-Sauhi 72' | Asistencia: 25,000 espectadores Árbitro(s): Kim Hoe Sung | Asistencia: 25,000 espectadores Árbitro(s): Kim Hoe Sung |

| 3-2-2001 | Singapur | 0–1     | Kirguistán    | National Stadium, Singapur                                           |                                                                      |
|          |          | Reporte | Kovalenko 83' | Asistencia: 25,000 espectadores Árbitro(s): Abdul Aziz A. Al Dokhail | Asistencia: 25,000 espectadores Árbitro(s): Abdul Aziz A. Al Dokhail |

| 6-2-2001 | Baréin      | 1–0     | Kirguistán | National Stadium, Singapur                                    |                                                               |
|          | Al Sadi 86' | Reporte |            | Asistencia: 1,000 espectadores Árbitro(s): Kazuhiko Matsumura | Asistencia: 1,000 espectadores Árbitro(s): Kazuhiko Matsumura |

| 6-2-2001 | Kuwait       | 1–1     | Singapur | National Stadium, Singapur                                    |                                                               |
|          | Abdullah 61' | Reporte | Shah 86' | Asistencia: 12,000 espectadores Árbitro(s): Suresh Srinivasan | Asistencia: 12,000 espectadores Árbitro(s): Suresh Srinivasan |

| 9-2-2001 | Kirguistán | 0–3     | Kuwait                                     | National Stadium, Singapur                           |                                                      |
|          |            | Reporte | Asel 61' · Al Huwaidi 85' · Al-Mutairi 90' | Asistencia: 1,000 espectadores Árbitro(s): Zhu Liuyi | Asistencia: 1,000 espectadores Árbitro(s): Zhu Liuyi |

| 9-2-2001 | Singapur | 1–2     | Baréin           | National Stadium, Singapur                                     |                                                                |
|          | Ali 65'  | Reporte | Al Sadi 15', 25' | Asistencia: 25,000 espectadores Árbitro(s): Kazuhiko Matsumura | Asistencia: 25,000 espectadores Árbitro(s): Kazuhiko Matsumura |

| 21-2-2001 | Kirguistán   | 1–2     | Baréin                   | Kuwait National Stadium, Kuwait City                    |                                                         |
|           | Jumagulov 8' | Reporte | Salmeen 23' · Hassan 74' | Asistencia: 1,099 espectadores Árbitro(s): Park Sang-Gu | Asistencia: 1,099 espectadores Árbitro(s): Park Sang-Gu |

| 21-2-2001 | Singapur | 0–1     | Kuwait         | Kuwait National Stadium, Kuwait City                           |                                                                |
|           |          | Reporte | Al-Mutairi 52' | Asistencia: 12,099 espectadores Árbitro(s): Toshimitsu Yoshida | Asistencia: 12,099 espectadores Árbitro(s): Toshimitsu Yoshida |

| 24-2-2001 | Kuwait                      | 2–0     | Kirguistán | Kuwait National Stadium, Kuwait City                    |                                                         |
|           | Al Huwaidi 21' · Laheeb 87' | Reporte |            | Asistencia: 8,000 espectadores Árbitro(s): Zhang Yeduan | Asistencia: 8,000 espectadores Árbitro(s): Zhang Yeduan |

| 24-2-2001 | Baréin                | 2–0     | Singapur | Kuwait National Stadium, Kuwait City                      |                                                           |
|           | Eid 40' · Al Sadi 43' | Reporte |          | Asistencia: 800 espectadores Árbitro(s): Youssuf Al Aqily | Asistencia: 800 espectadores Árbitro(s): Youssuf Al Aqily |

| 27-2-2001 | Kirguistán    | 1–1     | Singapur | Kuwait National Stadium, Kuwait City                             |                                                                  |
|           | Kovalenko 77' | Reporte | Ali 60'  | Asistencia: 25,099 espectadores Árbitro(s): Mohammad Abdur Rakib | Asistencia: 25,099 espectadores Árbitro(s): Mohammad Abdur Rakib |

| 27-2-2001 | Kuwait | 0–1     | Baréin       | Kuwait National Stadium, Kuwait City                     |                                                          |
|           |        | Reporte | Mohammed 72' | Asistencia: 18,000 espectadores Árbitro(s): Zhang Yeduan | Asistencia: 18,000 espectadores Árbitro(s): Zhang Yeduan |

### Grupo 5
| Pos. | Equipo    | Pts. | PJ | G | E | P | GF | GC | Dif. | Clasificación |
| ---- | --------- | ---- | -- | - | - | - | -- | -- | ---- | ------------- |
| 1    | Tailandia | 16   | 6  | 5 | 1 | 0 | 20 | 5  | +15  | Ronda Final   |
| 2    | Líbano    | 13   | 6  | 4 | 1 | 1 | 26 | 5  | +21  |               |
| 3    | Sri Lanka | 4    | 6  | 1 | 1 | 4 | 8  | 20 | −12  |               |
| 4    | Pakistán  | 1    | 6  | 0 | 1 | 5 | 5  | 29 | −24  |               |

 Fuente: FIFA
| 13-5-2001 | Tailandia                                               | 4–2     | Sri Lanka      | Beirut Municipal Stadium, Beirut                         |                                                          |
|           | Senamuang 46' 51' · Chaiman 53' · Damrong-Ongtrakul 84' | Reporte | Raheem 20' 50' | Asistencia: 1,000 espectadores Árbitro(s): Gong Jianping | Asistencia: 1,000 espectadores Árbitro(s): Gong Jianping |

| 13-5-2001 | Líbano                                                          | 6–0     | Pakistán | Beirut Municipal Stadium, Beirut                             |                                                              |
|           | Zein 6' 32' 88' · Hojeij 49' · Gilberto 51' (pen.) · Hamdan 90' | Reporte |          | Asistencia: 5,000 espectadores Árbitro(s): Halim Abdul Hamid | Asistencia: 5,000 espectadores Árbitro(s): Halim Abdul Hamid |

| 15-5-2001 | Tailandia                     | 3–0     | Pakistán | Beirut Municipal Stadium, Beirut                       |                                                        |
|           | Piturat 35' 52' · Chaiman 86' | Reporte |          | Asistencia: 1,000 espectadores Árbitro(s): Sabah Kasim | Asistencia: 1,000 espectadores Árbitro(s): Sabah Kasim |

| 15-5-2001 | Líbano                                     | 4–0     | Sri Lanka | Beirut Municipal Stadium, Beirut                             |                                                              |
|           | R. Antar 44' 63' · Hojeij 65' · Kassas 90' | Reporte |           | Asistencia: 4,000 espectadores Árbitro(s): Halim Abdul Hamid | Asistencia: 4,000 espectadores Árbitro(s): Halim Abdul Hamid |

| 17-5-2001 | Pakistán          | 3–3     | Sri Lanka                               | Beirut Municipal Stadium, Beirut                         |                                                          |
|           | Zaman 45' 80' 85' | Reporte | Raheem 45' · Bandanage 72' · Kassun 83' | Asistencia: 1,000 espectadores Árbitro(s): Gong Jianping | Asistencia: 1,000 espectadores Árbitro(s): Gong Jianping |

| 17-5-2001 | Líbano      | 1–2     | Tailandia                   | Beirut Municipal Stadium, Beirut |                           |
|           | R. Antar 9' | Reporte | Piturat 15' · Senamuang 27' | Árbitro(s): Kim Young-joo        | Árbitro(s): Kim Young-joo |

| 26-5-2001 | Pakistán   | 1–8     | Líbano                                                                                | Suphachalasai Stadium, Bangkok                                    |                                                                   |
|           | Arshad 20' | Reporte | F. Antar 5' · Ghazarian 10' 60' · R. Antar 32', 42' · Gilberto 46' 88' · Marcílio 78' | Asistencia: 6,000 espectadores Árbitro(s): S. Kumbalingam Kennedy | Asistencia: 6,000 espectadores Árbitro(s): S. Kumbalingam Kennedy |

| 26-5-2001 | Sri Lanka | 0–3     | Tailandia                       | Suphachalasai Stadium, Bangkok                            |                                                           |
|           |           | Reporte | Piturat 37' · Senamuang 50' 60' | Asistencia: 10,000 espectadores Árbitro(s): Zhang Jianjun | Asistencia: 10,000 espectadores Árbitro(s): Zhang Jianjun |

| 28-5-2001 | Sri Lanka | 0–5     | Líbano                                                                   | Suphachalasai Stadium, Bangkok                           |                                                          |
|           |           | Reporte | Ghazarian 25' · F. Antar 37' · Marcílio 48' · Zein 64' · Yenkibarian 82' | Asistencia: 6,000 espectadores Árbitro(s): Zhang Jianjun | Asistencia: 6,000 espectadores Árbitro(s): Zhang Jianjun |

| 28-5-2001 | Pakistán | 0–6     | Tailandia                                                    | Suphachalasai Stadium, Bangkok                                 |                                                                |
|           |          | Reporte | Senamuang 10' 51' 55' 74' · Siriwong 78' · Jirasirichote 83' | Asistencia: 10,000 espectadores Árbitro(s): Fareed Al-Marzouqi | Asistencia: 10,000 espectadores Árbitro(s): Fareed Al-Marzouqi |

| 30-5-2001 | Sri Lanka                         | 3–1     | Pakistán  | Suphachalasai Stadium, Bangkok                             |                                                            |
|           | Jayasuriya 6' 48' · Bandanage 11' | Reporte | Arshad 9' | Asistencia: 8,000 espectadores Árbitro(s): Viktor Kolpakov | Asistencia: 8,000 espectadores Árbitro(s): Viktor Kolpakov |

| 30-5-2001 | Tailandia                   | 2–2     | Líbano                     | Suphachalasai Stadium, Bangkok                            |                                                           |
|           | Pituratana 73' · Sripan 77' | Reporte | Ghazarian 35' · Hojeij 87' | Asistencia: 30,000 espectadores Árbitro(s): Toru Kamikawa | Asistencia: 30,000 espectadores Árbitro(s): Toru Kamikawa |

### Grupo 6
| Pos. | Equipo     | Pts. | PJ | G | E | P | GF | GC | Dif. | Clasificación |
| ---- | ---------- | ---- | -- | - | - | - | -- | -- | ---- | ------------- |
| 1    | Irak       | 14   | 6  | 4 | 2 | 0 | 28 | 5  | +23  | Ronda Final   |
| 2    | Kazajistán | 14   | 6  | 4 | 2 | 0 | 20 | 2  | +18  |               |
| 3    | Nepal      | 6    | 6  | 2 | 0 | 4 | 13 | 25 | −12  |               |
| 4    | Macao      | 0    | 6  | 0 | 0 | 6 | 2  | 31 | −29  |               |

 Fuente: FIFA
| 12-4-2001 | Nepal | 0–6     | Kazajistán                                                                             | Al-Shaab Stadium, Bagdad                                   |                                                            |
|           |       | Reporte | Litvinenko 11' 28' · Urazbakhtin 21' · Lunev 73' · Baltiev 75' · Kadyrkulov 82' (pen.) | Asistencia: 45,000 espectadores Árbitro(s): Mohammed Kousa | Asistencia: 45,000 espectadores Árbitro(s): Mohammed Kousa |

| 12-4-2001 | Irak                                                         | 8–0     | Macao | Al-Shaab Stadium, Bagdad                                      |                                                               |
|           | H.Mohammed 21' 31' 33' 35' 76' · Jeayer 60' 83' · Kadhim 88' | Reporte |       | Asistencia: 45,000 espectadores Árbitro(s): Panya Hanlumyaung | Asistencia: 45,000 espectadores Árbitro(s): Panya Hanlumyaung |

| 14-4-2001 | Kazajistán                                   | 3–0     | Macao | Al-Shaab Stadium, Bagdad                                  |                                                           |
|           | Avdeyev 11' · Litvinenko 57' · Gorovenka 68' | Reporte |       | Asistencia: 15,000 espectadores Árbitro(s): Kim Tae-Young | Asistencia: 15,000 espectadores Árbitro(s): Kim Tae-Young |

| 14-4-2001 | Nepal         | 1–9     | Irak                                                                                                  | Al-Shaab Stadium, Bagdad                                 |                                                          |
|           | Rayamajhi 25' | Reporte | Al-Hail 6' (pen.) 20' (pen.) · H.Mohammed 15' 59' · Jafar 21' · Najim 36' · Emad 55' · Kadhim 65' 75' | Asistencia: 25,000 espectadores Árbitro(s): Huang Junjie | Asistencia: 25,000 espectadores Árbitro(s): Huang Junjie |

| 16-4-2001 | Nepal                                             | 4–1     | Macao      | Al-Shaab Stadium, Bagdad                                    |                                                             |
|           | Rayamajhi 18' 61' · Thapa 31' · Khadka 74' (pen.) | Reporte | Cheong 28' | Asistencia: 45,000 espectadores Árbitro(s): Mohamed Senhoub | Asistencia: 45,000 espectadores Árbitro(s): Mohamed Senhoub |

| 16-4-2001 | Kazajistán | 1–1     | Irak               | Al-Shaab Stadium, Bagdad                                  |                                                           |
|           | Baltiev 6' | Reporte | Al-Hail 31' (pen.) | Asistencia: 50,000 espectadores Árbitro(s): Kim Tae-Young | Asistencia: 50,000 espectadores Árbitro(s): Kim Tae-Young |

| 21-4-2001 | Kazajistán                                              | 4–0     | Nepal | Almaty Central Stadium, Almaty                                |                                                               |
|           | Shevchenko 43' 73' · Baltiev 69' (pen.) · Gorovenka 87' | Reporte |       | Asistencia: 15,000 espectadores Árbitro(s): Abdulla Al Bannai | Asistencia: 15,000 espectadores Árbitro(s): Abdulla Al Bannai |

| 21-4-2001 | Macao | 0–5     | Irak                                         | Almaty Central Stadium, Almaty                              |                                                             |
|           |       | Reporte | Al-Hail 45' 80' · Hassan 57' 90' · Obeid 88' | Asistencia: 8,000 espectadores Árbitro(s): Mongkol Rungklay | Asistencia: 8,000 espectadores Árbitro(s): Mongkol Rungklay |

| 23-4-2001 | Macao | 0–5     | Kazajistán                                       | Almaty Central Stadium, Almaty                            |                                                           |
|           |       | Reporte | Byakov 50' 70' · Avdeyev 51' 72' · Gorovenka 83' | Asistencia: 8,000 espectadores Árbitro(s): Balu Sundarraj | Asistencia: 8,000 espectadores Árbitro(s): Balu Sundarraj |

| 23-4-2001 | Irak                                                   | 4–2     | Nepal                      | Almaty Central Stadium, Almaty                                    |                                                                   |
|           | Obeid 27' · Al-Hail 30' · E.Mohammed 33' · Mushraf 54' | Reporte | Khadka 37' · Rayamajhi 63' | Asistencia: 5,000 espectadores Árbitro(s): Subkhiddin Mohd Salleh | Asistencia: 5,000 espectadores Árbitro(s): Subkhiddin Mohd Salleh |

| 25-4-2001 | Macao     | 1–6     | Nepal                                                       | Almaty Central Stadium, Almaty                            |                                                           |
|           | Leong 50' | Reporte | Rayamajhi 38' 49' 56' · Maharjan 52' · Lama 67' · Thapa 90' | Asistencia: 12,000 espectadores Árbitro(s): Masoud Moradi | Asistencia: 12,000 espectadores Árbitro(s): Masoud Moradi |

| 25-4-2001 | Irak        | 1–1     | Kazajistán     | Almaty Central Stadium, Almaty                               |                                                              |
|           | Mahmoud 42' | Reporte | Litvinenko 32' | Asistencia: 25,000 espectadores Árbitro(s): Mongkol Rungklay | Asistencia: 25,000 espectadores Árbitro(s): Mongkol Rungklay |

### Grupo 7
| Pos. | Equipo       | Pts. | PJ | G | E | P | GF | GC | Dif. | Clasificación |
| ---- | ------------ | ---- | -- | - | - | - | -- | -- | ---- | ------------- |
| 1    | Uzbekistán   | 14   | 6  | 4 | 2 | 0 | 20 | 5  | +15  | Ronda Final   |
| 2    | Turkmenistán | 12   | 6  | 4 | 0 | 2 | 12 | 7  | +5   |               |
| 3    | Jordania     | 8    | 6  | 2 | 2 | 2 | 12 | 7  | +5   |               |
| 4    | China Taipéi | 0    | 6  | 0 | 0 | 6 | 0  | 25 | −25  |               |

 Fuente: FIFA
| 23-4-2001 | Turkmenistán               | 2–0     | Jordania | Pakhtakor Markaziy Stadium, Taskent                       |                                                           |
|           | Meredov 52' · Agabaýew 81' | Reporte |          | Asistencia: 6,000 espectadores Árbitro(s): Kwon Jong-chul | Asistencia: 6,000 espectadores Árbitro(s): Kwon Jong-chul |

| 23-4-2001 | Uzbekistán                                                            | 7–0     | China Taipéi | Pakhtakor Markaziy Stadium, Taskent                           |                                                               |
|           | Irismetov 3' 23' 68' 74' · Dionisiev 21' · Maminov 35' · Georgiev 43' | Reporte |              | Asistencia: 45,000 espectadores Árbitro(s): Mohamed Al Saeedi | Asistencia: 45,000 espectadores Árbitro(s): Mohamed Al Saeedi |

| 25-4-2001 | China Taipéi | 0–2     | Jordania                     | Pakhtakor Markaziy Stadium, Taskent                            |                                                                |
|           |              | Reporte | Al-Laham 16' · Shelbaieh 57' | Asistencia: 5,000 espectadores Árbitro(s): Yoshitsugu Katayama | Asistencia: 5,000 espectadores Árbitro(s): Yoshitsugu Katayama |

| 25-4-2001 | Uzbekistán  | 1–0     | Turkmenistán | Pakhtakor Markaziy Stadium, Taskent                      |                                                          |
|           | Qosimov 63' | Reporte |              | Asistencia: 55,000 espectadores Árbitro(s): Jalal Moradi | Asistencia: 55,000 espectadores Árbitro(s): Jalal Moradi |

| 27-4-2001 | China Taipéi | 0–5     | Turkmenistán                                                             | Pakhtakor Markaziy Stadium, Taskent                       |                                                           |
|           |              | Reporte | Goçgulyýew 5' (pen.) · Meredov 44' · Gogoladze 53' 62' · Borodolimov 72' | Asistencia: 6,000 espectadores Árbitro(s): Kwon Jong-chul | Asistencia: 6,000 espectadores Árbitro(s): Kwon Jong-chul |

| 27-4-2001 | Uzbekistán                        | 2–2     | Jordania                      | Pakhtakor Markaziy Stadium, Taskent                              |                                                                  |
|           | Maminov 53' (pen.) · Shirshov 65' | Reporte | Al-Shagran 13' · Abu Touk 24' | Asistencia: 55,000 espectadores Árbitro(s): Ahmad Khalidi Supian | Asistencia: 55,000 espectadores Árbitro(s): Ahmad Khalidi Supian |

| 3-5-2001 | Jordania                                                                     | 6–0     | China Taipéi | Amman International Stadium, Amán                                 |                                                                   |
|          | Abu Touk 45' 49' (pen.) · Al-Shagran 61' · Al-Awadat 85' · Hamarsheh 87' 89' | Reporte |              | Asistencia: 8,000 espectadores Árbitro(s): Selearajen Subramaniam | Asistencia: 8,000 espectadores Árbitro(s): Selearajen Subramaniam |

| 3-5-2001 | Turkmenistán     | 2–5     | Uzbekistán                                                                      | Amman International Stadium, Amán                              |                                                                |
|          | Baýramow 42' 44' | Reporte | Qosimov 21' (pen.) · Irismetov 35' · Bakayev 48' · Akopyants 82' · Georgiev 88' | Asistencia: 800 espectadores Árbitro(s): Deshapryia Arambekade | Asistencia: 800 espectadores Árbitro(s): Deshapryia Arambekade |

| 5-5-2001 | China Taipéi | 0–4     | Uzbekistán                          | Amman International Stadium, Amán                     |                                                       |
|          |              | Reporte | Irismetov 15' 90' · Qosimov 59' 87' | Asistencia: 400 espectadores Árbitro(s): Khaled Sadeq | Asistencia: 400 espectadores Árbitro(s): Khaled Sadeq |

| 5-5-2001 | Jordania    | 1–2     | Turkmenistán                 | Amman International Stadium, Amán                             |                                                               |
|          | Abu Touk 7' | Reporte | Gogoladze 25' · Durdyýew 85' | Asistencia: 4,000 espectadores Árbitro(s): Santhan Nagalingam | Asistencia: 4,000 espectadores Árbitro(s): Santhan Nagalingam |

| 7-5-2001 | Turkmenistán  | 1–0     | China Taipéi | Amman International Stadium, Amán                      |                                                        |
|          | Gogoladze 37' | Reporte |              | Asistencia: 20 espectadores Árbitro(s): Hiroshi Tanabe | Asistencia: 20 espectadores Árbitro(s): Hiroshi Tanabe |

| 7-5-2001 | Jordania            | 1–1     | Uzbekistán         | Amman International Stadium, Amán                     |                                                       |
|          | Abu Touk 54' (pen.) | Reporte | Maminov 77' (pen.) | Asistencia: 100 espectadores Árbitro(s): Khaled Sadeq | Asistencia: 100 espectadores Árbitro(s): Khaled Sadeq |

### Grupo 8
| Pos. | Equipo                 | Pts. | PJ | G | E | P | GF | GC | Dif. | Clasificación |
| ---- | ---------------------- | ---- | -- | - | - | - | -- | -- | ---- | ------------- |
| 1    | Emiratos Árabes Unidos | 12   | 6  | 4 | 0 | 2 | 21 | 5  | +16  | Ronda Final   |
| 2    | Yemen                  | 11   | 6  | 3 | 2 | 1 | 14 | 8  | +6   |               |
| 3    | India                  | 11   | 6  | 3 | 2 | 1 | 11 | 5  | +6   |               |
| 4    | Brunéi                 | 0    | 6  | 0 | 0 | 6 | 0  | 28 | −28  |               |

 Fuente: FIFA
| 7-4-2001 | Brunéi | 0–5     | Yemen                                                 | Sultan Hassal Bolkiah Stadium, Bandar Seri Begawan     |                                                        |
|          |        | Reporte | Ahmed 8' · Al-Salimi 52' · Awad 82' · Al-Nono 86' 88' | Asistencia: 6,000 espectadores Árbitro(s): Hsu Chao-Lo | Asistencia: 6,000 espectadores Árbitro(s): Hsu Chao-Lo |

| 8-4-2001 | India       | 1–0     | Emiratos Árabes Unidos | Bangalore Stadium, Bangalore                           |                                                        |
|          | Alberto 71' | Reporte |                        | Asistencia: 12,000 espectadores Árbitro(s): Sun Baojie | Asistencia: 12,000 espectadores Árbitro(s): Sun Baojie |

| 14-4-2001 | Brunéi | 0–12    | Emiratos Árabes Unidos                                                                                             | Sultan Hassal Bolkiah Stadium, Bandar Seri Begawan           |                                                              |
|           |        | Reporte | Salem Ali 1' 58' 67' 75' 81' · Omar 12' 45' · Hussain 27' · Khater 38' · Jumaa 49' · Momin 50' (a.g.) · Masoud 90' | Asistencia: 1,000 espectadores Árbitro(s): Fong Yau Fat Jame | Asistencia: 1,000 espectadores Árbitro(s): Fong Yau Fat Jame |

| 15-4-2001 | India      | 1–1     | Yemen           | Bangalore Stadium, Bangalore                                |                                                             |
|           | Bhutia 53' | Reporte | Al Ghurbani 43' | Asistencia: 21,000 espectadores Árbitro(s): Chalach Piromya | Asistencia: 21,000 espectadores Árbitro(s): Chalach Piromya |

| 26-4-2001 | Emiratos Árabes Unidos | 1–0     | India | Sheikh Khalifa International Stadium, Al Ain                  |                                                               |
|           | Khater 63'             | Reporte |       | Asistencia: 12,000 espectadores Árbitro(s): Halim Abdul Hamid | Asistencia: 12,000 espectadores Árbitro(s): Halim Abdul Hamid |

| 27-4-2001 | Yemen           | 1–0     | Brunéi | Althawra Sports City Stadium, San'a                         |                                                             |
|           | Al Ghurbani 75' | Reporte |        | Asistencia: 30,000 espectadores Árbitro(s): Jassem Al-Khori | Asistencia: 30,000 espectadores Árbitro(s): Jassem Al-Khori |

| 4-5-2001 | Yemen                        | 3–3     | India                          | Althawra Sports City Stadium, San'a                          |                                                              |
|          | Al-Salimi 13' (pen.) 20' 62' | Reporte | Ancheri 16', 38' · Vijayan 51' | Asistencia: 25,000 espectadores Árbitro(s): Suleman Abo Allo | Asistencia: 25,000 espectadores Árbitro(s): Suleman Abo Allo |

| 4-5-2001 | Emiratos Árabes Unidos                       | 4–0     | Brunéi | Sheikh Khalifa International Stadium, Al Ain                 |                                                              |
|          | Salem Ali 20' 50' · Al Kass 70' · Khalil 86' | Reporte |        | Asistencia: 7,000 espectadores Árbitro(s): Menfi Redha Falah | Asistencia: 7,000 espectadores Árbitro(s): Menfi Redha Falah |

| 11-5-2001 | Yemen                         | 2–1     | Emiratos Árabes Unidos | Althawra Sports City Stadium, San'a                          |                                                              |
|           | Al Ghurbani 52' · Al-Nono 73' | Reporte | Al Kass 44'            | Asistencia: 17,000 espectadores Árbitro(s): Mohammad Mansour | Asistencia: 17,000 espectadores Árbitro(s): Mohammad Mansour |

| 11-5-2001 | Brunéi | 0–1     | India       | Sultan Hassal Bolkiah Stadium, Bandar Seri Begawan        |                                                           |
|           |        | Reporte | Ancheri 75' | Asistencia: 4,000 espectadores Árbitro(s): Hassan Al Ajmi | Asistencia: 4,000 espectadores Árbitro(s): Hassan Al Ajmi |

| 18-5-2001 | Emiratos Árabes Unidos          | 3–2     | Yemen                       | Sheikh Khalifa International Stadium, Al Ain             |                                                          |
|           | Al Kass 37' 40' · Salem Ali 45' | Reporte | Al-Nono 39' · Al-Salimi 61' | Asistencia: 20,000 espectadores Árbitro(s): Qasem Shaban | Asistencia: 20,000 espectadores Árbitro(s): Qasem Shaban |

| 20-5-2001 | India                                                                   | 5–0     | Brunéi | Bangalore Stadium, Bangalore                              |                                                           |
|           | Alberto 12' · Vijayan 23' · Bhutia 35' (pen.) · Ancheri 59' · Hakim 80' | Reporte |        | Asistencia: 7,000 espectadores Árbitro(s): Nail Lutfullin | Asistencia: 7,000 espectadores Árbitro(s): Nail Lutfullin |

### Grupo 9
| Pos. | Equipo    | Pts. | PJ | G | E | P | GF | GC | Dif. | Clasificación |
| ---- | --------- | ---- | -- | - | - | - | -- | -- | ---- | ------------- |
| 1    | China     | 18   | 6  | 6 | 0 | 0 | 25 | 3  | +22  | Ronda Final   |
| 2    | Indonesia | 12   | 6  | 4 | 0 | 2 | 16 | 7  | +9   |               |
| 3    | Maldivas  | 4    | 6  | 1 | 1 | 4 | 8  | 19 | −11  |               |
| 4    | Camboya   | 1    | 6  | 0 | 1 | 5 | 2  | 22 | −20  |               |

 Fuente: FIFA
| 1-4-2001 | Maldivas                                                   | 6–0     | Camboya | Rasmee Dhandu Stadium, Malé                                          |                                                                      |
|          | Umar 33' 79' · Abdulativ 52' 90' · Shiham 68' · Luthfy 82' | Reporte |         | Asistencia: 11,850 espectadores Árbitro(s): Abayawansa Mahasena Yapa | Asistencia: 11,850 espectadores Árbitro(s): Abayawansa Mahasena Yapa |

| 8-4-2001 | Indonesia                                                            | 5–0     | Maldivas | Gelora Bung Karno Stadium, Yakarta                             |                                                                |
|          | Setyabudi 7' · Yulianto 13' · Sakti 51' · Nawawi 61' · Pamungkas 67' | Reporte |          | Asistencia: 30,000 espectadores Árbitro(s): Santhan Nagalingam | Asistencia: 30,000 espectadores Árbitro(s): Santhan Nagalingam |

| 15-4-2001 | Camboya    | 1–1     | Maldivas   | Phnom Penh National Olympic Stadium, Phnom Penh           |                                                           |
|           | Makara 78' | Reporte | Naseem 67' | Asistencia: 3,000 espectadores Árbitro(s): U Tun Hla Aung | Asistencia: 3,000 espectadores Árbitro(s): U Tun Hla Aung |

| 22-4-2001 | Indonesia                                                         | 6–0     | Camboya | Gelora Bung Karno Stadium, Yakarta                       |                                                          |
|           | Nasa 26' (a.g.) · Nawawi 42' 46' 71' · Tecuari 73' · Yulianto 76' | Reporte |         | Asistencia: 32,000 espectadores Árbitro(s): Jerry Andres | Asistencia: 32,000 espectadores Árbitro(s): Jerry Andres |

| 22-4-2001 | China | 10–1    | Maldivas   | Shaanxi Province Stadium, Xi'an                          |                                                          |
|           | Xu Yunlong 12' 45' · Wu Chengying 18' · Xie Hui 42' 50' 63' · Fan Zhiyi 52' 74' (pen.) · Yang Chen 61' · Li Weifeng 89' | Reporte | Jameel 61' | Asistencia: 42,000 espectadores Árbitro(s): Kim Jong Sik | Asistencia: 42,000 espectadores Árbitro(s): Kim Jong Sik |

| 28-4-2001 | Maldivas | 0–1     | China       | Rasmee Dhandu Stadium, Malé                               |                                                           |
|           |          | Reporte | Xie Hui 44' | Asistencia: 12,000 espectadores Árbitro(s): Omar Abu Loom | Asistencia: 12,000 espectadores Árbitro(s): Omar Abu Loom |

| 29-4-2001 | Camboya | 0–2     | Indonesia                      | Lambert Stadium, Phnom Penh                                |                                                            |
|           |         | Reporte | Purdjianto 78' · Pamungkas 87' | Asistencia: 7,000 espectadores Árbitro(s): Michael Andrews | Asistencia: 7,000 espectadores Árbitro(s): Michael Andrews |

| 6-5-2001 | Camboya | 0–4     | China                                       | Lambert Stadium, Phnom Penh                                   |                                                               |
|          |         | Reporte | Li Jinyu 5' 63' · Qu Bo 43' · Ma Mingyu 58' | Asistencia: 7,000 espectadores Árbitro(s): Tayeb Shamsuzzaman | Asistencia: 7,000 espectadores Árbitro(s): Tayeb Shamsuzzaman |

| 6-5-2001 | Maldivas | 0–2     | Indonesia                 | Rasmee Dhandu Stadium, Malé                                         |                                                                     |
|          |          | Reporte | Yulianto 10' · Sofyan 50' | Asistencia: 11,576 espectadores Árbitro(s): Sultan Mujalli Al Aalaq | Asistencia: 11,576 espectadores Árbitro(s): Sultan Mujalli Al Aalaq |

| 13-5-2001 | China                                                          | 5–1     | Indonesia    | Kunming Tuodong Sports Center, Kunming                    |                                                           |
|           | Li Weifeng 50' · Yang Chen 62' · Xie Hui 71' 90' · Qi Hong 82' | Reporte | Yulianto 40' | Asistencia: 37,000 espectadores Árbitro(s): Toru Kamikawa | Asistencia: 37,000 espectadores Árbitro(s): Toru Kamikawa |

| 20-5-2001 | China                                       | 3–1     | Camboya    | Guangdong Olympic Stadium, Guangzhou                      |                                                           |
|           | Ma Mingyu 5' · Xu Yunlong 22' · Li Bing 87' | Reporte | Makara 12' | Asistencia: 27,000 espectadores Árbitro(s): Buddhi Gurung | Asistencia: 27,000 espectadores Árbitro(s): Buddhi Gurung |

| 27-5-2001 | Indonesia | 0–2     | China                          | Gelora Bung Karno Stadium, Yakarta                           |                                                              |
|           |           | Reporte | Xie Hui 45' · Wu Chengying 69' | Asistencia: 50,000 espectadores Árbitro(s): Saad Kameel Mane | Asistencia: 50,000 espectadores Árbitro(s): Saad Kameel Mane |

### Grupo 10
| Pos. | Equipo         | Pts. | PJ | G | E | P | GF | GC | Dif. | Clasificación |
| ---- | -------------- | ---- | -- | - | - | - | -- | -- | ---- | ------------- |
| 1    | Arabia Saudita | 18   | 6  | 6 | 0 | 0 | 30 | 0  | +30  | Ronda Final   |
| 2    | Vietnam        | 10   | 6  | 3 | 1 | 2 | 9  | 9  | 0    |               |
| 3    | Bangladés      | 5    | 6  | 1 | 2 | 3 | 5  | 15 | −10  |               |
| 4    | Mongolia       | 1    | 6  | 0 | 1 | 5 | 2  | 22 | −20  |               |

 Fuente: FIFA
| 8-2-2001 | Vietnam | 0–0     | Bangladés | Prince Mohamed bin Fahd Stadium, Dammam                        |                                                                |
|          |         | Reporte |           | Asistencia: 3,099 espectadores Árbitro(s): Abdullah Al-Harrasi | Asistencia: 3,099 espectadores Árbitro(s): Abdullah Al-Harrasi |

| 8-2-2001 | Arabia Saudita                                                           | 6–0     | Mongolia | Prince Mohamed bin Fahd Stadium, Dammam                    |                                                            |
|          | Al-Shalhoub 10' 25' · Al-Dosari 23' · Abdulghani 30' 59' · Al-Otaibi 71' | Reporte |          | Asistencia: 12,000 espectadores Árbitro(s): Jassim Al Hail | Asistencia: 12,000 espectadores Árbitro(s): Jassim Al Hail |

| 10-2-2001 | Mongolia | 0–1     | Vietnam                    | Prince Mohamed bin Fahd Stadium, Dammam                       |                                                               |
|           |          | Reporte | Nguyễn Hồng Sơn 45' (pen.) | Asistencia: 1,000 espectadores Árbitro(s): Ibrahim Abu Elaish | Asistencia: 1,000 espectadores Árbitro(s): Ibrahim Abu Elaish |

| 10-2-2001 | Bangladés | 0–3     | Arabia Saudita                   | Prince Mohamed bin Fahd Stadium, Dammam                       |                                                               |
|           |           | Reporte | Al-Meshal 30' 85' · Al-Jaber 63' | Asistencia: 5,000 espectadores Árbitro(s): Fareed Al-Marzouqi | Asistencia: 5,000 espectadores Árbitro(s): Fareed Al-Marzouqi |

| 12-2-2001 | Mongolia | 0–3     | Bangladés                   | Prince Mohamed bin Fahd Stadium, Dammam                          |                                                                  |
|           |          | Reporte | Alfaz 41' 60' · Kanchan 85' | Asistencia: 2,000 espectadores Árbitro(s): Abdulwahid Al-Khamesy | Asistencia: 2,000 espectadores Árbitro(s): Abdulwahid Al-Khamesy |

| 12-2-2001 | Arabia Saudita                           | 5–0     | Vietnam | Prince Mohamed bin Fahd Stadium, Dammam                             |                                                                     |
|           | Al-Meshal 17' 88' · Al-Jaber 29' 70' 90' | Reporte |         | Asistencia: 3,000 espectadores Árbitro(s): Jaafaar Mahdi Al-Khabbaz | Asistencia: 3,000 espectadores Árbitro(s): Jaafaar Mahdi Al-Khabbaz |

| 15-2-2001 | Mongolia | 0–6     | Arabia Saudita                                                                       | Prince Mohamed bin Fahd Stadium, Dammam                  |                                                          |
|           |          | Reporte | Al-Jaber 20' · Al-Shalhoub 24' · Al-Meshal 28' · Al-Dosari 40' 86' · Al-Khilaiwi 76' | Asistencia: 5,000 espectadores Árbitro(s): Salem Mujghef | Asistencia: 5,000 espectadores Árbitro(s): Salem Mujghef |

| 15-2-2001 | Bangladés | 0–4     | Vietnam                                                                    | Prince Mohamed bin Fahd Stadium, Dammam                         |                                                                 |
|           |           | Reporte | Nguyễn Văn Sỹ 65' · Nguyễn Hồng Sơn 73' 87' (pen.) · Nguyễn Trung Vĩnh 77' | Asistencia: 3,000 espectadores Árbitro(s): Saeed Bathaei Naeeni | Asistencia: 3,000 espectadores Árbitro(s): Saeed Bathaei Naeeni |

| 17-2-2001 | Vietnam                                            | 4–0     | Mongolia | Prince Mohamed bin Fahd Stadium, Dammam                       |                                                               |
|           | Nguyễn Lương Phúc 3' 87' · Nguyễn Hồng Sơn 15' 21' | Reporte |          | Asistencia: 1,000 espectadores Árbitro(s): Fareed Al-Marzouqi | Asistencia: 1,000 espectadores Árbitro(s): Fareed Al-Marzouqi |

| 17-2-2001 | Arabia Saudita                                        | 6–0     | Bangladés | Prince Mohamed bin Fahd Stadium, Dammam                         |                                                                 |
|           | Harthi 5' · Al-Meshal 27' 28' 43' · Al-Dosari 33' 38' | Reporte |           | Asistencia: 15,000 espectadores Árbitro(s): Abdullah Al-Harrasi | Asistencia: 15,000 espectadores Árbitro(s): Abdullah Al-Harrasi |

| 19-2-2001 | Bangladés     | 2–2     | Mongolia                       | Prince Mohamed bin Fahd Stadium, Dammam                         |                                                                 |
|           | Sujan 80' 82' | Reporte | Davaa 36' · Buman-Uchral 90+4' | Asistencia: 2,099 espectadores Árbitro(s): Saeed Bathaei Naeeni | Asistencia: 2,099 espectadores Árbitro(s): Saeed Bathaei Naeeni |

| 19-2-2001 | Vietnam | 0–4     | Arabia Saudita                        | Prince Mohamed bin Fahd Stadium, Dammam                  |                                                          |
|           |         | Reporte | Al-Meshal 31' 71' 79' · Al-Dosari 88' | Asistencia: 8,000 espectadores Árbitro(s): Salem Mujghef | Asistencia: 8,000 espectadores Árbitro(s): Salem Mujghef |

## Fase final

### Grupo A
| Pos. | Equipo         | Pts. | PJ | G | E | P | GF | GC | Dif. | Clasificación          |
| ---- | -------------- | ---- | -- | - | - | - | -- | -- | ---- | ---------------------- |
| 1    | Arabia Saudita | 17   | 8  | 5 | 2 | 1 | 17 | 8  | +9   | Clasificado al Mundial |
| 2    | Irán           | 15   | 8  | 4 | 3 | 1 | 10 | 7  | +3   | Playoff                |
| 3    | Baréin         | 10   | 8  | 2 | 4 | 2 | 8  | 9  | −1   |                        |
| 4    | Irak           | 7    | 8  | 2 | 1 | 5 | 9  | 10 | −1   |                        |
| 5    | Tailandia      | 4    | 8  | 0 | 4 | 4 | 5  | 15 | −10  |                        |

 Fuente: FIFA
| Fecha                    | Lugar   |                |  | Resultado |  |                |
| ------------------------ | ------- | -------------- |  | --------- |  | -------------- |
| 17 de agosto de 2001     | Bagdad  | Irak           |  | 4:0 (1:0) |  | Tailandia      |
| 17 de agosto de 2001     | Riad    | Arabia Saudita |  | 1:1 (0:1) |  | Baréin         |
| 23 de agosto de 2001     | Manama  | Baréin         |  | 2:0 (0:0) |  | Irak           |
| 24 de agosto de 2001     | Teherán | Irán           |  | 2:0 (0:0) |  | Arabia Saudita |
| 31 de agosto de 2001     | Riad    | Arabia Saudita |  | 1:0 (1:0) |  | Irak           |
| 1 de septiembre de 2001  | Bangkok | Tailandia      |  | 0:0       |  | Irán           |
| 6 de septiembre de 2001  | Manama  | Baréin         |  | 1:1 (1:0) |  | Tailandia      |
| 7 de septiembre de 2001  | Bagdad  | Irak           |  | 1:2 (1:1) |  | Irán           |
| 14 de septiembre de 2001 | Teherán | Irán           |  | 0:0       |  | Baréin         |
| 15 de septiembre de 2001 | Bangkok | Tailandia      |  | 1:3 (1:0) |  | Arabia Saudita |
| 21 de septiembre de 2001 | Manama  | Baréin         |  | 0:4 (0:3) |  | Arabia Saudita |
| 22 de septiembre de 2001 | Bangkok | Tailandia      |  | 1:1 (1:0) |  | Irak           |
| 28 de septiembre de 2001 | Bagdad  | Irak           |  | 1:0 (1:0) |  | Baréin         |
| 28 de septiembre de 2001 | Jedda   | Arabia Saudita |  | 2:2 (1:1) |  | Irán           |
| 5 de octubre de 2001     | Teherán | Irán           |  | 1:0 (1:0) |  | Tailandia      |
| 5 de octubre de 2001     | Amán    | Irak           |  | 1:2 (1:1) |  | Arabia Saudita |
| 12 de octubre de 2001    | Teherán | Irán           |  | 2:1 (1:0) |  | Irak           |
| 16 de octubre de 2001    | Bangkok | Tailandia      |  | 1:1 (1:0) |  | Baréin         |
| 21 de octubre de 2001    | Manama  | Baréin         |  | 3:1 (2:0) |  | Irán           |
| 21 de octubre de 2001    | Riad    | Arabia Saudita |  | 4:1 (1:0) |  | Tailandia      |

### Grupo B
| Pos. | Equipo                 | Pts. | PJ | G | E | P | GF | GC | Dif. | Clasificación          |
| ---- | ---------------------- | ---- | -- | - | - | - | -- | -- | ---- | ---------------------- |
| 1    | China                  | 19   | 8  | 6 | 1 | 1 | 13 | 2  | +11  | Clasificado al Mundial |
| 2    | Emiratos Árabes Unidos | 11   | 8  | 3 | 2 | 3 | 10 | 11 | −1   | Playoff                |
| 3    | Uzbekistán             | 10   | 8  | 3 | 1 | 4 | 13 | 14 | −1   |                        |
| 4    | Catar                  | 9    | 8  | 2 | 3 | 3 | 10 | 10 | 0    |                        |
| 5    | Omán                   | 6    | 8  | 1 | 3 | 4 | 7  | 16 | −9   |                        |

 Fuente: FIFA
| Fecha                    | Lugar     |                        |  | Resultado |  |                        |
| ------------------------ | --------- | ---------------------- |  | --------- |  | ---------------------- |
| 16 de agosto de 2001     | Doha      | Catar                  |  | 0:0       |  | Omán                   |
| 17 de agosto de 2001     | Abu Dhabi | Emiratos Árabes Unidos |  | 4:1 (3:1) |  | Uzbekistán             |
| 25 de agosto de 2001     | Shenyang  | China                  |  | 3:0 (3:0) |  | Emiratos Árabes Unidos |
| 26 de agosto de 2001     | Taskent   | Uzbekistán             |  | 1:0 (0:0) |  | Catar                  |
| 31 de agosto de 2001     | Mascate   | Omán                   |  | 0:2 (0:0) |  | China                  |
| 31 de agosto de 2001     | Abu Dhabi | Emiratos Árabes Unidos |  | 0:3 (0:2) |  | Catar                  |
| 7 de septiembre de 2001  | Doha      | Catar                  |  | 1:1       |  | China                  |
| 8 de septiembre de 2001  | Taskent   | Uzbekistán             |  | 5:0 (2:0) |  | Omán                   |
| 14 de septiembre de 2001 | Mascate   | Omán                   |  | 1:1 (0:1) |  | Emiratos Árabes Unidos |
| 15 de septiembre de 2001 | Shenyang  | China                  |  | 2:0 (0:0) |  | Uzbekistán             |
| 21 de septiembre de 2001 | Mascate   | Omán                   |  | 0:3 (0:2) |  | Catar                  |
| 22 de septiembre de 2001 | Taskent   | Uzbekistán             |  | 0:1 (0:1) |  | Emiratos Árabes Unidos |
| 27 de septiembre de 2001 | Abu Dhabi | Emiratos Árabes Unidos |  | 0:1 (0:1) |  | China                  |
| 28 de septiembre de 2001 | Doha      | Catar                  |  | 0:0       |  | Uzbekistán             |
| 4 de octubre de 2001     | Doha      | Catar                  |  | 0:1 (0:0) |  | Emiratos Árabes Unidos |
| 7 de octubre de 2001     | Shenyang  | China                  |  | 1:0 (1:0) |  | Omán                   |
| 13 de octubre de 2001    | Mascate   | Omán                   |  | 4:2 (0:2) |  | Uzbekistán             |
| 13 de octubre de 2001    | Shenyang  | China                  |  | 3:0 (1:0) |  | Catar                  |
| 19 de octubre de 2001    | Abu Dhabi | Emiratos Árabes Unidos |  | 2:2 (1:2) |  | Omán                   |
| 19 de octubre de 2001    | Taskent   | Uzbekistán             |  | 1:0 (0:0) |  | China                  |

## Repesca
Los equipos que terminaron en el segundo puesto, disputaron una repesca. El ganador jugará la repesca intercontinental con el mejor de los segundos clasificados de Europa.
| 25 de octubre de 2001 | Irán           | 1:0 (1:0) | Emiratos Árabes Unidos | Estadio Azadi, Teherán                                    |                                                           |
|                       | K. Bagheri 45' | Reporte   |                        | Asistencia: 40.000 espectadores Árbitro(s): Kim Young-Joo | Asistencia: 40.000 espectadores Árbitro(s): Kim Young-Joo |

| 31 de octubre de 2001 | Emiratos Árabes Unidos | 0:3 (0:1) (Global 0:4) | Irán                                           | Estadio Al Wahda, Abu Dabi                                |                                                           |
|                       |                        | Reporte                | Ali Daei 7' · K. Bagheri 76' · M. Minavand 79' | Asistencia: 18.000 espectadores Árbitro(s): Toru Kamikawa | Asistencia: 18.000 espectadores Árbitro(s): Toru Kamikawa |

## Repesca Intercontinental
| 10 de noviembre de 2001, 18:00 (UTC) | Irlanda                         | 2:0 (1:0) | Irán | Lansdowne Road, Dublín                                               |                                                                      |
|                                      | Harte 45' (pen.) · R. Keane 50' | Reporte   |      | Asistencia: 36.538 espectadores Árbitro(s): Antônio Pereira da Silva | Asistencia: 36.538 espectadores Árbitro(s): Antônio Pereira da Silva |

| 15 de noviembre de 2001, 17:30 (UTC+3:30) | Irán             | 1:0 (0:0) (Global 1:2) | Irlanda | Estadio Azadi, Teherán                                      |                                                             |
|                                           | Golmohammadi 90' | Reporte                |         | Asistencia: 100.000 espectadores Árbitro(s): William Mattus | Asistencia: 100.000 espectadores Árbitro(s): William Mattus |

## Clasificados a laCopa Mundial de Fútbol de 2002
| Bandera de Corea del Sur  | Bandera de Japón  | Bandera de Arabia Saudita | Bandera de la República Popular China |
| Corea del Sur Coanfitrión | Japón Coanfitrión | Arabia Saudita            | China                                 |